# Cuerpos de Seguridad Nacional
Los Cuerpos de Seguridad Nacional (en polaco, Państwowy Korpus Bezpieczeństwa, PKB; a veces también llamados Kadra Bezpieczeństwa) fueron una fuerza policial clandestina polaca organizada bajo la ocupación alemana durante la Segunda Guerra Mundial por el Armia Krajowa y la Delegación del Gobierno en Polonia. Fue entrenado como el núcleo de una futura fuerza policial para un levantamiento nacional polaco planificado y para después de la liberación de Polonia. El primer comandante del Cuerpo fue el teniente coronel Marian Kozielewski. Más tarde fue reemplazado por Stanisław Tabisz. En octubre de 1943 los PKB contaban con 8.400 miembros; a principios de 1944, el número había aumentado a casi 12.000.
Los PKB fueron creados por el Departamento de Asuntos Internos de la Oficina de Delegación en 1940, en su mayoría por miembros de la policía polaca de antes de la guerra y voluntarios. Los PKB llevaron a cabo funciones de investigación e inteligencia criminal, así como también recopilaron informes de la Gestapo y la KriPo en el Gobierno General. Hicieron cumplir los veredictos preparados por la Dirección de Resistencia Civil y la Dirección de Resistencia Clandestina y aprobados por el tribunal Clandestino.
Una unidad de los PKB comandada por Henryk Iwański supuestamente se distinguió durante el levantamiento del gueto de Varsovia en 1943. Sin embargo, según el trabajo de un equipo de investigación polaco-israelí (Dr. Dariusz Libionka y Dr. Laurence Weinbaum), mucho de lo que escribió Henryk Iwański debería ser relegado al ámbito de la confabulación o manipulación de la policía secreta comunista.